# Eurhinodelphinidae
Gli eurinodelfinidi ("delfini dal grande rostro") erano una famiglia attualmente estinta di cetacei appartenenti al sottordine degli odontoceti, come i capodogli e i delfini stessi. Vissero tra l'Oligocene e il Pliocene, quando i mammiferi si stavano evolvendo nelle forme attuali.

## Cetacei pesce-spada
Raggiungono normalmente la lunghezza di 3 metri; questi cetacei hanno come caratteristica più evidente un muso estremamente allungato senza denti, simile a quello dei pesci spada. Probabilmente era usato per trafiggere pesci ed altri piccoli animali marini. Un genere in particolare, il gigantesco Macrodelphinus, lo avrebbe usato come un'arma micidiale anche contro animali della stazza del Megalodon.